# Zakaria El Azzouzi
Zakaria El Azzouzi (arab. ‏زكريا العزوزي‎, ur. 7 maja 1996 w Rotterdamie) – holenderski piłkarz marokańskiego pochodzenia występujący na pozycji napastnika w rumuńskim klubie FC Brașov. Były młodzieżowy reprezentant Holandii i Maroka.